# Miro jaunâtre
Tregellasia capito
Espèce
Statut de conservation UICN

 LC  : Préoccupation mineure
Le Miro jaunâtre (Tregellasia capito) est une espèce d'oiseaux de la famille des Petroicidae.

## Comportement
Le Miro jaunâtre est discret et arboricole. Il est surtout insectivore, mais des graines peuvent compléter son alimentation.

## Reproduction
Le nid se situe jusqu'à 10 m au dessus du sol. La saison de reproduction s'étend de juillet à décembre, avec parfois deux couvées. La femelle dépose deux œufs ovales vert pâle tachetés de brun mesurant 20 × 15 mm. 

## Répartition et sous-espèces
- T.c. nana  - Miro à lores chamois : est du Queensland ;
- T.c. capito : est de l'Australie.